# リンジー・ホーン
リンジー・ホーン（Lindsey Haun、1984年11月21日 - ）はアメリカ合衆国の映画女優、映画監督、歌手。
父はイエスのレコーディングに参加したギタリスト、ジミー・ホーンで、祖父もオペラ歌手のRouvaun。
子役時代に『光る眼』の邪悪な子供たちのリーダー役を演じる。
ブリトニー・スピアーズが母リンと書いた小説『母の贈り物（A Mother's Gift）』をスピアーズ母子自身による製作総指揮でテレビドラマ化した『Brave New Girl』（2004年、ボビー・ロス演出）で主演した。ちなみに母役はヴァージニア・マドセン。
『トゥルー・ブラッド』にヒロインの従姉妹ハドリー役でゲスト出演。
ホーン・ソロ・プロジェクトというバンドを率い、プロモーション・フィルムを自ら監督。アマンダ・フラー主演「ナノブラッド」という短編映画を監督。

## 出演作

### 映画
- 光る眼
- 橋の向こうに（原題：Broken Bridges）

共演　トビー・キース、ケリー・プレストン、バート・レイノルズ（『ブギーナイツ』でゴールデングローブ賞受賞）、ウィリー・ネルソン
- デス・トリップ[6]

### テレビドラマ
- トゥルー・ブラッド

主人公スーキーのいとこ、ハドリー役
- 西海岸捜査ファイル グレイスランド

シーズン2、　4話『光と闇』、5話『愛情の見返り』にラモーナ役で出演
- WITHOUT A TRACE/FBI 失踪者を追え!

シーズン6、10話『サンタクロース効果』（ボビー・ロス演出）にゾーイ・フラー役で出演。後にハッピー・キャニオン・クラブを共同経営するニック・ロスとも共演
- クリミナル・マインド

『トラウマ（Elephant Memory）』にジョーダン役で出演

## 監督作
- アディクティド
- ナノブラッド　（ニック・ロス脚本）
- カミング・トゥー　（ニック・ロス脚本・製作、音楽ジミー・ホーン）　2015年スラムダンス映画祭審査員賞[7]

## 歌手活動
- ブロークン　（『橋の向こうで』の中でカントリー歌手トビー・キースとともに）
- キープ・ミー